# گارگاللو (پیمونت)
گارگاللو (به ایتالیایی: Gargallo) یک کومونه در ایتالیا است که در استان نووارا واقع شده‌است. گارگاللو ۳٫۷ کیلومتر مربع مساحت و ۱٬۷۳۰ نفر جمعیت دارد.